# Renault Type JP

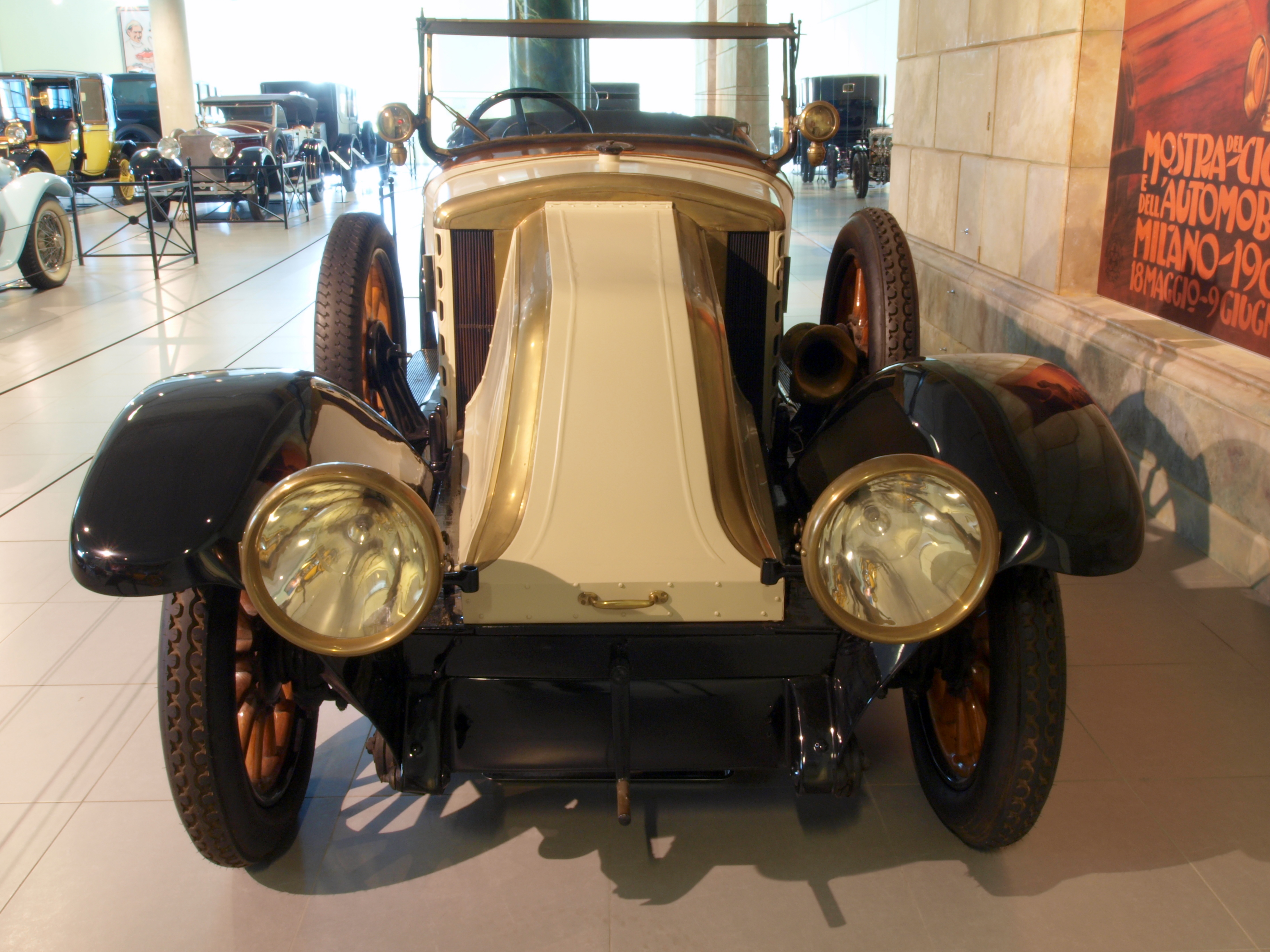
Frontansicht

Der Renault Type JP, auch 40 CV genannt, war ein Personenkraftwagenmodell der Zwischenkriegszeit von Renault.

## Beschreibung
Die nationale Zulassungsbehörde erteilte am 4. August 1921 seine Zulassung. Als Variante des Renault Type IR hatte das Modell weder Vorgänger noch Nachfolger.
Der wassergekühlte Sechszylindermotor mit 110 mm Bohrung und 160 mm Hub hatte 9123 cm³ Hubraum. Die Motorleistung wurde über eine Kardanwelle an die Hinterachse geleitet. Die Höchstgeschwindigkeit war je nach Übersetzung mit 70 km/h bis 92 km/h angegeben.
Im Angebot standen eine kurze Sportausführung und eine lange Ausführung. Bei einem Radstand von 380,2 cm in der Sportausführung und einer Spurweite von 150 cm war das Fahrzeug 488,3 cm lang und 179,5 cm breit. Die lange Ausführung mit 399,4 cm Radstand bei unveränderter Spurweite ermöglichte eine Fahrzeuglänge von 507,5 cm. Der Wendekreis war mit 15 bis 16 Metern angegeben. Das Fahrgestell wog 1680 kg. Tourenwagen und Limousine sind überliefert.
Am 16. Juli 2004 versteigerte Bonhams eine Open Drive Limousine von 1921 für 52.256 Euro. Am 4. September 2010 wurde das gleiche Fahrzeug bei einem Schätzpreis von 375.000 bis 475.000 US-Dollar und einem Hammerpreis von 240.000 Dollar nicht versteigert. RM Auctions versteigerte das gleiche Fahrzeug am 21. August 2011 für 220.000 US-Dollar.